# Кукурбитин
Кукурбитин (лат. Cucurbitin), (3R)-3-аминопирролидин-3-карбоновая кислота — это аминокислота, способная уничтожать паразитических червей. По биологической активности является ингибитором декарбоксилазы гистидина, таким образом, это вещество уменьшает содержание гистамина в тканях. Используется в косметических целях и входит в состав средств для сухой и чувствительной кожи. Кукурбитин содержится в тыквенных семенах.

## Физические свойства
Кукурбитин — это твёрдое белое кристаллическое вещество. Хорошо растворим в воде. Молярная масса составляет 130.07 г/моль. 

## Химические свойства
Кукурбитин относится к классу органических соединений, известных как альфа-аминокислоты. Имеет типичные для аминокислот химические свойства. 

## Фармакология
Отмечена антигельминтная активность этанольного экстракта семян тыквы, в дозе 8 г/кг как против нематоды мышей. Антигельминтная активность выражается за счёт присутствия кукурбитина и алкалоидов перберина и палмиатина. Такие экстракты намного дешевле аналогичных синтетических препаратов. 